# Conus sanguinolensis
Conus sanguinolensis é uma espécie de gastrópode do gênero Conus, pertencente a família Conidae.